# Brigitte D’Ortschy

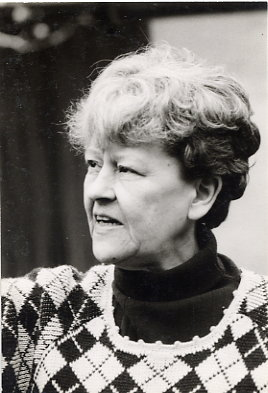
Brigitte D’Ortschy, 1975

Brigitte D’Ortschy (* 31. Mai 1921 in Berlin; † 9. Juli 1990 in Grünwald, Landkreis München) war eine deutsche Architektin, Übersetzerin, Journalistin und Autorin. Sie war die erste deutsche Zen-Meisterin und bekannt unter dem Namen Koun-An Doru Chiko Roshi, Shoshike der Sanbo-Kyodan-Linie, Kamakura, Japan. Ihr Lehrer war der japanische Meister Yamada Koun von der Zenvereinigung Sanbo Kyodan.

## Leben
Brigitte D’Ortschy wuchs in Berlin auf. Als Heranwachsende beschäftigte sie sich mit der Lektüre von Angelus Silesius, Meister Eckhart, Teresa von Ávila und Chuang-tzu. Nach dem Abitur studierte sie Architektur in Berlin und Graz. Ein Schwerpunkt ihrer Studien waren die soziologischen und psychologischen Aspekte des Bauwesens. 1945 erhielt sie ihr Diplom als Architektin und Ingenieurin.
Von 1947 bis 1950 arbeitete Brigitte D’Ortschy als Forschungsassistentin an der Technischen Universität München im Bereich Geschichte der Baukunst und Archäologie. 1950 wurde sie in die USA gesandt, um Erfahrungen auf dem Gebiet der Stadt- und Landesplanung für den Neuaufbau des Nachkriegsdeutschland zu sammeln. An der University of North Carolina schloss sie ihre weiterführenden Studien ab und arbeitete für die Planning Commission von Philadelphia. In dieser Zeit lernte sie Frank Lloyd Wright kennen.
1951 wurde sie Mitbegründerin der Bayerischen Arbeitsgemeinschaft für Raumforschung und arbeitete in der Stadt- und Landesplanung. 1952 wurde auf ihre Initiative hin die Ausstellung „60 Jahre Lebende Architektur“ über das Werk von Frank Lloyd Wright nach München ins Haus der Kunst geholt. 1953 lud Frank Lloyd Wright sie ein, in seinem Architekturstudio in Taliesin West (Arizona) zu arbeiten. Das Gedankengut von Frank Lloyd Wrights „Organic architecture“ half ihr, die japanische Kultur in ihren Wesenszügen zu erfassen.
Als sie 1954 nach Europa zurückkehrte, übernahm sie die Leitung von Organisation und Design der deutschen Abteilung der „Triennale“ in Mailand. Es folgten Ausstellungen in Hälsingborg (Schweden), Mailand, Israel, Berlin und München sowie Bauvorhaben von privaten Auftraggebern, Vorträge und Artikel für die Fachpresse.
1960 reiste sie nach Israel und bereitete eine Ausstellung über Kunst und Handwerk Israels vor. Neben ihrer Arbeit pflegte sie Kontakte zu Religionsphilosophen und Naturwissenschaftlern. Zu dieser Zeit las sie das Buch Zen in der Kunst des Bogenschießens von Eugen Herrigel, das in ihr ein Gefühl für die Wertigkeit Japans erzeugte.
Bis 1963 arbeitete sie als freie Architektin und schrieb für Fachzeitschriften, Verlage und die allgemeine Presse und arbeitete für die Bavaria Film GmbH München.

## Schulung und Wirken

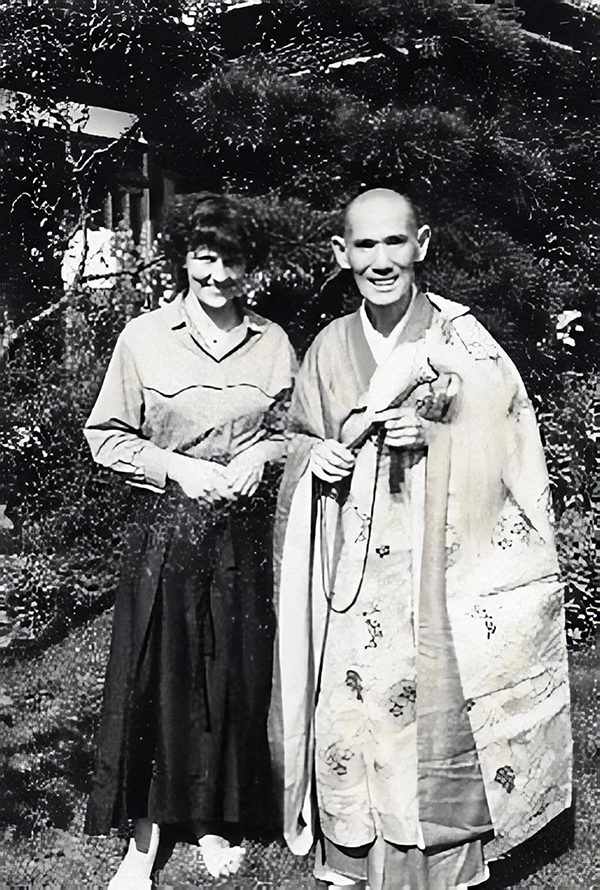
D’Ortschy zusammen mit Yasutani Roshi

Nach ihrer Ankunft in Japan traf Brigitte D’Ortschy den Zen-Meister Yasutani Hakuun Ryoko Roshi (1885–1973) und begann im April 1964 im Tempel Fukusho-ji in Tokio und im Mokuso-in in Kamakura mit ihrer Zen-Schulung bei ihm. Sie selbst lehrte an den Universitäten Waseda, Yokohama und Tokio. In ihren Essays beschäftigte sie sich mit der alten japanischen Kultur und deren Zen-Künsten. Sie durchlief die komplette Koan-Schulung, schloss diese 1972 ab und erhielt Inka Shomei. Yasutani Hakuun Roshi gab ihr in Anlehnung an die japanische Aussprache ihres Nachnamens den Namen „Doru Chiko“ mit dem Titel einer Daishi und damit seine Dharma-Nachfolge. Im Jahr 1973 fand die Hasan-sai-Zeremonie mit Yamada Koun Ken Enko Zenshin Roshi (1907–1989) statt. Dabei erhielt sie seine Dharma-Nachfolge und er gab ihr den Namen Koun An Roshi, seitdem hieß sie Koun An Doru Chiko (Daishi=) Roshi. Schließlich wurde Brigitte D’Ortschy 1983 von Yamada Koun Roshi als authentischer Zen-Meister (Shoshike) der Sanbo Kyodan Schule bestätigt. Koun-An Doru Chiko Roshi ist die 85. Generation nach Shakyamuni Buddha und die 35. Generation der japanischen Linie ab Dogen-Zenji.

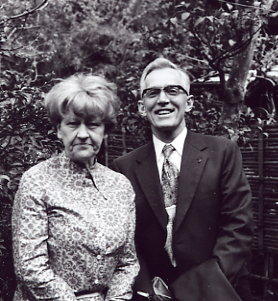
D’Ortschy mit Thomas Hand

Im Zendo in Kamakura traf sie 1964 ihren Zen-Gefährten Philip Kapleau, der an seinem Zen-Klassiker The Three Pillars of Zen arbeitete. Sie entwarf dafür das Titelbild und übersetzte dieses Buch in die deutsche Sprache. Die teilweise in Kanbun geschriebenen alten Originaltexte übersetzte sie ins Englische, um ihre deutsche Übersetzung so originalgetreu wie möglich zu halten. Die deutsche Übersetzung des Buches Die drei Pfeiler des Zen wurde im Jahre 1969 publiziert. Ein weiterer Zen-Gefährte in dieser Zeit war, neben Hugo Makibi Enomiya-Lassalle SJ, der kalifornische Jesuit Thomas Hand, einer der ersten katholischen Priester im San-Un Zendo und Pionier des buddhistisch-christlichen Dialogs. Mit ihm verband Brigitte D’Ortschy eine langjährige Freundschaft, die in einem 20-jährigen Schriftwechsel dokumentiert ist.

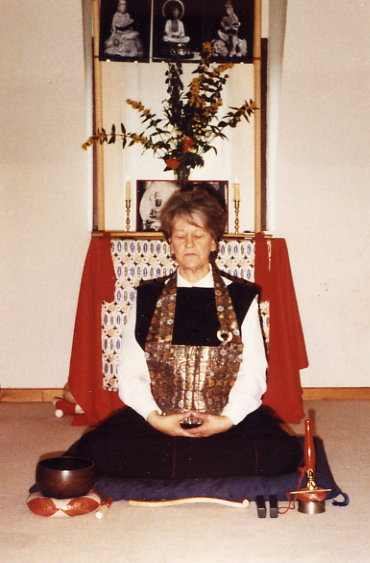
D’Ortschy im Zendo Grünwald

Ab 1973 hielt sie mit Yamada Koun Roshi die ersten Sesshins in Deutschland und gründete 1975 ihr eigenes Zendo in München-Schwabing und später Grünwald. Das Zendo wuchs zu einer Gemeinschaft von Zen-Schülern aus aller Welt. Sie wirkte halb verborgen und schützte ihr Zendo und ihre Schüler vor der Öffentlichkeit, um eine intensive Zen-Schulung zu gewährleisten. Gemäß ihrer Auffassung „Spirituelle Schulung ist immer umsonst“ lehrte sie kostenlos.
Unter dem Pseudonym „Michael Mueller“ veröffentlichte Brigitte D’Ortschy ein Teisho über das Koan MU. Es wurde unter dem Titel ZEN (1984/97) zusammen mit Fotos von Eberhard Grames herausgegeben.
Bis zu ihrem Tode 1990 verbrachte sie die Wintermonate in ihrem Hanare (Gartenhaus) in Kita-Kamakura und schulte sich weiter. Zusammen mit Yamada Koun Roshi übersetzte sie aus den chinesischen und japanischen Originalen im San-Un Zendo in Kamakura die grundlegenden Schlüsseltexte des Zen-Buddhismus wie Hui-Neng (Eno) (638-713), Das Sutra vom Hohen Sitz des Sechsten Patriarchen, Sosan no hanashi und komplette Koan-Sammlungen wie Mumon Ekai, Mumon-Kan („Die Torlose Schranke“), Setcho/Engo, Hekigan-Roku („Die Blaugrüne Felswand“), Keizan Jokin Denko-Roku („Die Weitergabe des Lichts“), Wanshi Shogaku Shoyo-Roku („Das Buch des Gleichmuts“) und schrieb dazu ihre eigenen Teisho-Lehrdarlegungen.
So wie Yasutani Hakuun Roshi als der Wegbereiter des Zen in den USA gilt, so gilt Koun An Doru Chiko Roshi als erste westliche Zen-Meisterin mit Schülern aus aller Welt.

## Werke
Buch mit Audio-CD/DVD
- Mumon Kan. 1-48. (2001)
- Mumon Kan. Teisho 1-4. (2001)
- Mumon Kan. Teisho 5-8. (2001)
- Mumon Kan. Teisho 9-12. (2001)
- Hekigan-Roku. 1-100. (2001)
- Hekigan-Roku. Teisho 1-4.(2002)
- Hekigan-Roku. Teisho 5-8.(2002)
- Hekigan-Roku. Teisho 9-12. (2002)
- Hekigan-Roku. Teisho 3,4,5,90,91.(2005)
- Der Abendliche Spruch. 3 Teisho. (2002)

1 Audio-CD pro Teisho
- Mumon Kan. Teisho 1-12. (2001)
- Hekigan-Roku. Teisho 1-12. (2002)
- Der Abendliche Spruch. Teisho 1,2,3. (2004)

MP3-CDs
- Mumon Kan. Teisho 1-48. (2003)
- Mumon Kan. Teisho 1-12. (2003)
- Mumon Kan. Teisho 13-30. (2003)
- Mumon Kan. Teisho 31-48. (2003)
- Hekigan-Roku. Teisho 1-54.(2003)
- Hekigan-Roku. Teisho 55-100. (2003)
- Hekigan-Roku. Teisho 1-12. (2003)
- Hekigan-Roku. Teisho 13-26.(2003)
- Hekigan-Roku. Teisho. 27-40. (2003)
- Hekigan-Roku. Teisho 41-54. (2003)
- Hekigan-Roku. Teisho 55-68. (2003)
- Hekigan-Roku. Teisho 69-82. (2003)
- Hekigan-Roku. Teisho 83-100. (2003)
- Hekigan-Roku. Teisho 3,4,5,90,91.(2005)

Architektur
- Eine Lust zu wohnen. Wohnräume, Band 1. (1962)
- Eine Lust zu wohnen. Schlaf- und Kinderzimmer, Band 2. (1963)
- Eine Lust zu wohnen. Vorraum, Balkon, Terrasse, Garten, Band 3. (1963)
- Eine Lust zu wohnen. Licht, Farbe und Material im Raum, Band 5. (1965)

## Film
- Beverly Willis: „A Girl Is a Fellow Here“: 100 Women Architects in the Studio of Frank Lloyd Wright. Beverly Willis Architecture Foundation, New York, 2009.

## Belege und Anmerkungen
1. ↑  Dem Titel Roshi bezeichnet einen besonders erfahrener, autorisierter Lehrer im Zen-Buddhismus.